# 松平忠救
松平 忠救（まつだいら ただすけ）は、江戸時代中期の肥前国島原藩世嗣。島原藩分家で島原藩の大老を勤めた松平次章の子。官位は従五位下・飛騨守。

## 略歴
島原藩2代藩主・松平忠雄の実子が全て早世したため、本家島原藩の養子に迎えられる。
享保13年（1728年）、徳川吉宗に御目見し叙任するが、家督を継ぐことなく享保19年（1734年）に30歳で早世した。代わって、実弟・忠俔が養子に迎えられ嫡子となった。